# Józef Brandt

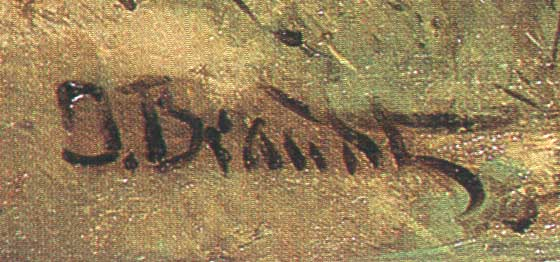
Signature de Józef Brandt.

Józef Brandt, né le 11 février 1841 à Szczebrzeszyn et mort le 12 juin 1915 à Radom, est un peintre polonais principalement connu pour ses tableaux de batailles.

## Biographie
Après une scolarité passée à Varsovie, Brandt part en 1858 étudier à l'École centrale de Paris pour devenir ingénieur mais Juliusz Kossak le persuade de se tourner vers la peinture. Il s'inscrit alors à l'Académie des beaux-arts de Munich, y suit les cours de Franz Adam et Karl Piloty et ouvre son propre atelier. Ses tableaux ont principalement pour sujet des scènes militaires du XVIIe siècle, bien qu'il ait aussi étudié la vie agricole polonaise.

## Centre polonais de la sculpture
Le manoir du XIXe siècle de Józef Brandt à Orońsko abrite aujourd'hui le Centre polonais de la sculpture.